# 2-Propanol
2-Propanol (IUPAC-Name Propan-2-ol), auch als Isopropylalkohol oder Isopropanol (abgekürzt IPA) bekannt, ist der einfachste nichtcyclische sekundäre Alkohol und ein einwertiger Alkohol. 2-Propanol bildet eine farblose, charakteristisch alkoholartig riechende, leicht bitter schmeckende Flüssigkeit. 

## Vorkommen

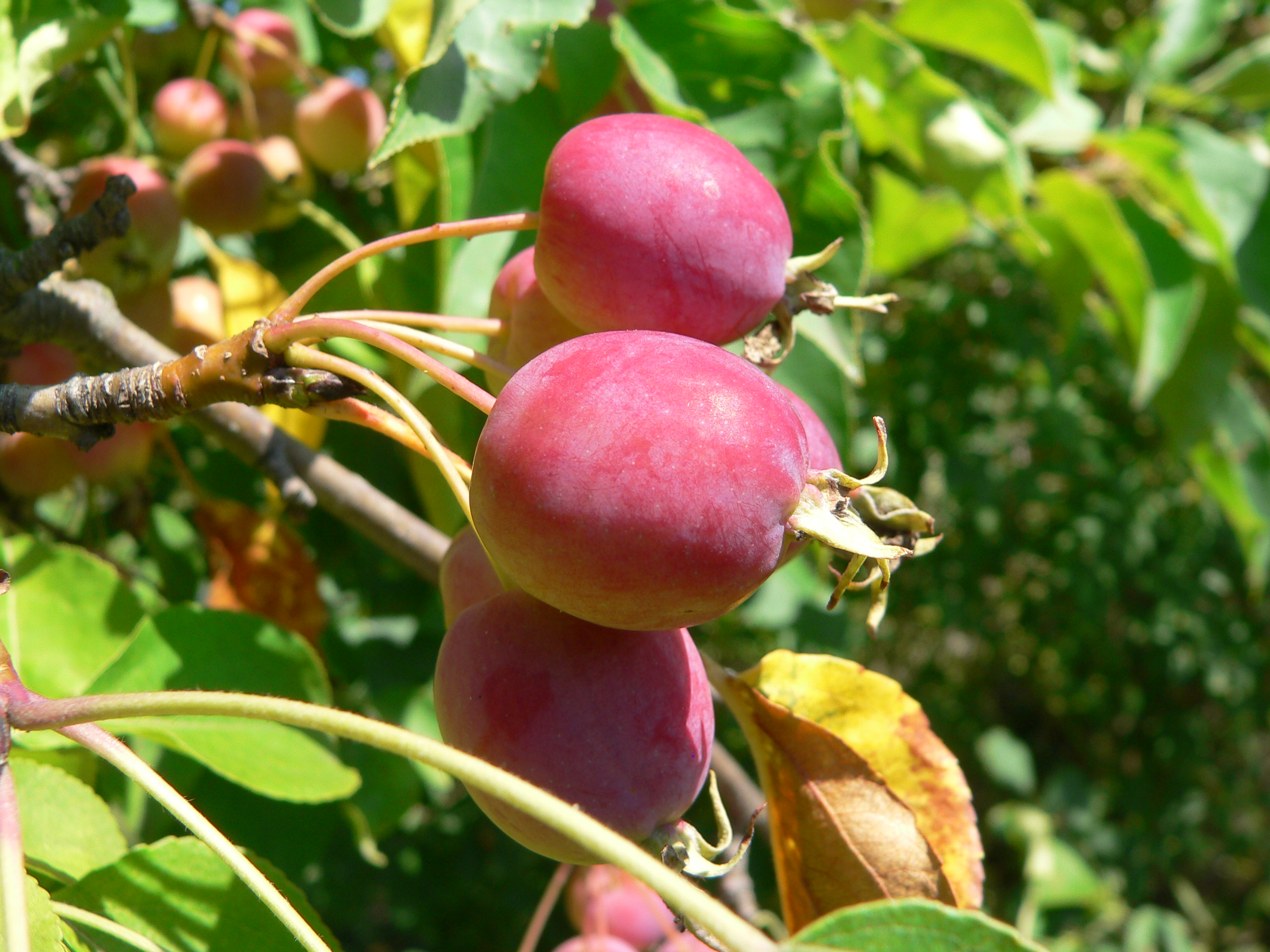
Äpfel

Natürlich kommt 2-Propanol in Äpfeln (Malus domestica) und Pelargonien (Pelargonium graveolens) vor.

## Darstellung und Gewinnung
Großtechnisch hergestellt wird 2-Propanol durch Hydratisierung von Propen an sauren Ionentauscherharzen als Katalysator:
Alternativ kann 2-Propanol durch katalytische Hydrierung von Aceton gewonnen werden:
Durch Umkehrung der zweiten Reaktion wird großtechnisch Aceton aus Isopropanol durch Oxidehydrierung erzeugt, d. h. Dehydrierung mit gleichzeitiger Oxidation des entstandenen Wasserstoffs mit Sauerstoff zu Wasser.

## Eigenschaften

### Physikalische Eigenschaften
Isopropanol ist eine farblose, leicht flüchtige und brennbare Flüssigkeit, die einen leicht süßlichen, stechenden Geruch besitzt – dieser ist charakteristisch und erinnert an Krankenhäuser und Arztpraxen, da Isopropanol Bestandteil vieler Desinfektionsmittel ist. Bei −88 °C erstarrt die Flüssigkeit zu einem farblosen Feststoff. Der Siedepunkt unter Normaldruck liegt bei 82 °C. Isopropanol ist mit Wasser in jedem Verhältnis homogen mischbar und bildet ein konstant siedendes (azeotropes) Gemisch bei 80,4 °C und 12,1 % Wasseranteil. Die Verbindung bildet mit einer Reihe weiterer Lösungsmittel azeotrop siedende Gemische. Die azeotropen Zusammensetzungen und Siedepunkte finden sich in der folgenden Tabelle. Mit Methanol, Ethanol, 1-Propanol, n-Butanol, iso-Butanol, sec-Butanol, Cyclohexanol, Ethandiol, Ethylbenzol, Aceton, Diethylether, 1,4-Dioxan, Methylacetat und Dimethylformamid werden keine Azeotrope gebildet.
| Azeotrope mit verschiedenen Lösungsmitteln |          |                  |                  |             |                 |             |            |                       |
| Lösungsmittel                              |          | n-Pentan         | n-Hexan          | n-Heptan    | n-Octan         | Cyclohexan  | Benzol     | Toluol                |
| Gehalt Isopropanol                         | in Ma.-% | 6                | 23               | 51          | 84              | 32          | 33         | 69                    |
| Siedepunkt                                 | in °C    | 35               | 63               | 76          | 82              | 69          | 72         | 81                    |
|                                            |          |                  |                  |             |                 |             |            |                       |
| Lösungsmittel                              |          | Methylethylketon | Diisopropylether | Ethylacetat | Isopropylacetat | Acetonitril | Chloroform | Tetrachlorkohlenstoff |
| Gehalt Isopropanol                         | in Ma.-% | 32               | 15               | 25          | 52              | 48          | 4          | 18                    |
| Siedepunkt                                 | in °C    | 78               | 66               | 75          | 80              | 75          | 61         | 69                    |

### Thermodynamische Eigenschaften
Die Dampfdruckkurve ergibt sich nach Antoine entsprechend log10(P) = A−(B/(T+C)) (P in bar, T in K) mit A = 4,57795, B = 1221,423 und C = −87,474 im Temperaturbereich von 359,0 bis 508,24 K.
| Eigenschaft               | Typ                | Wert [Einheit]                                                                                    | Bemerkungen                |
| ------------------------- | ------------------ | ------------------------------------------------------------------------------------------------- | -------------------------- |
| Standardbildungsenthalpie | ΔfH0liquid ΔfH0gas | −318,2 kJ·mol−1 −272,3 kJ·mol−1                                                                   |                            |
| Standardentropie          | S0liquid           | 180,58 J·mol−1·K−1                                                                                | als Flüssigkeit            |
| Verbrennungsenthalpie     | ΔcH0liquid         | −2005,8 kJ·mol−1                                                                                  |                            |
| Wärmekapazität            | cp                 | 161,2 J·mol−1·K−1 (25 °C) 2,68 J·g−1·K−1 (25 °C) 89,32 J·mol−1·K−1 (25 °C) 1,49 J·g−1·K−1 (25 °C) | als Flüssigkeit als Gas    |
| Kritische Temperatur      | Tc                 | 508,3 K                                                                                           |                            |
| Kritischer Druck          | pc                 | 47,6 bar                                                                                          |                            |
| Azentrischer Faktor       | ωc                 | 0,66687                                                                                           |                            |
| Schmelzenthalpie          | ΔfH0               | 5,41 kJ·mol−1                                                                                     | beim Schmelzpunkt          |
| Verdampfungsenthalpie     | ΔVH0               | 39,85 kJ·mol−1                                                                                    | beim Normaldrucksiedepunkt |

Die Temperaturabhängigkeit der Verdampfungsenthalpie lässt sich entsprechend der Gleichung ΔVH0=A·e(−αTr)(1−Tr)β (ΔVH0 in kJ/mol, Tr =(T/Tc) reduzierte Temperatur) mit A = 53,38 kJ/mol, α = −0,708, β = 0,6538 und Tc = 508,3 K im Temperaturbereich zwischen 298 K und 380 K beschreiben.

Dampfdruckkurve von 2-Propanol
Temperaturabhängigkeit der Verdampfungsenthalpie von 2-Propanol

### Sicherheitstechnische Kenngrößen
2-Propanol bildet leicht entzündliche Dampf-Luft-Gemische. Die Verbindung hat einen Flammpunkt bei 12 °C. Der Explosionsbereich liegt zwischen 2 Vol.-% (50 g/m3) als untere Explosionsgrenze (UEG) und 13,4 Vol.-% (335 g/m3) als obere Explosionsgrenze (OEG). Eine Korrelation der Explosionsgrenzen mit der Dampfdruckfunktion ergibt einen unteren Explosionspunkt von 10 °C sowie einen oberen Explosionspunkt von 39 °C. Die Explosionsgrenzen sind temperatur- und druckabhängig. Erhöhte Temperaturen führen zu einer Erweiterung des Explosionsbereiches. Eine Verringerung des Druckes führt zu einer Verkleinerung des Explosionsbereiches. Die untere Explosionsgrenze ändert sich bis zu einem Druck von 100 mbar nur wenig und steigt erst bei Drücken kleiner als 100 mbar an. Die obere Explosionsgrenze verringert sich mit sinkendem Druck analog. Der maximale Explosionsdruck beträgt bei 50 °C 8,6 bar. Mit steigender Temperatur und sinkendem Ausgangsdruck sinkt der maximale Explosionsdruck.
| Explosionsgrenzen bei erhöhter Temperatur (gemessen bei 1013 hPa) |          |      |      |     |
| Temperatur                                                        | (°C)     | 20   | 100  | 150 |
| Untere Explosionsgrenze (UEG)                                     | (Vol.-%) | 2,2  | 1,9  | 1,6 |
| Untere Explosionsgrenze (UEG)                                     | (g·m−3)  | 54   | 47   | 39  |
| Obere Explosionsgrenze (OEG)                                      | (Vol.-%) | 12,8 | 13,4 |     |
| Obere Explosionsgrenze (OEG)                                      | (g·m−3)  | 320  | 335  |     |

| Explosionsgrenzen unter reduziertem Druck (gemessen bei 100 °C) |          |      |      |      |      |      |      |      |      |      |     |     |
| Druck                                                           | (hPa)    | 1013 | 800  | 600  | 400  | 300  | 250  | 200  | 150  | 100  | 50  | 25  |
| Untere Explosionsgrenze (UEG)                                   | (Vol.-%) | 1,9  | 1,9  | 2,0  | 2,0  | 2,1  | 2,1  | 2,2  | 2,3  | 2,4  | 3,1 | 3,8 |
| Untere Explosionsgrenze (UEG)                                   | (g·m−3)  | 47   | 47   | 49   | 50   | 51   | 52   | 54   | 56   | 59   | 76  | 92  |
| Obere Explosionsgrenze (OEG)                                    | (Vol.-%) | 13,4 | 12,8 | 12,3 | 11,8 | 11,6 | 11,6 | 11,7 | 11,7 | 11,3 | 9,5 | 6,0 |
| Obere Explosionsgrenze (OEG)                                    | (g·m−3)  | 335  | 320  | 397  | 295  | 287  | 290  | 292  | 292  | 282  | 237 | 150 |

| Maximaler Explosionsdruck und Sauerstoffgrenzkonzentration unter reduziertem Druck |          |            |      |     |     |     |     |     |
| Druck                                                                              | (hPa)    |            | 1013 | 800 | 600 | 400 | 200 | 100 |
| Maximaler Explosionsdruck                                                          | (bar)    | bei 50 °C  | 8,6  | 6,8 | 5,1 | 3,4 | 1,7 | 0,8 |
| Maximaler Explosionsdruck                                                          | (bar)    | bei 100 °C | 7,5  | 6,0 | 4,5 | 3,0 | 1,5 | 0,8 |
| Sauerstoffgrenzkonzentration                                                       | (Vol.-%) | bei 20 °C  | 8,7  |     | 9,0 |     |     |     |
| Sauerstoffgrenzkonzentration                                                       | (Vol.-%) | bei 100 °C | 8,1  |     | 8,1 | 8,3 | 8,4 |     |

Die Sauerstoffgrenzkonzentration liegt bei 20 °C bei 8,7 Vol.-%, bei 100 °C bei 8,1 Vol.-%. Sie ändert sich unter reduziertem Druck nur wenig.
Die Grenzspaltweite wurde mit 0,99 mm bestimmt. Es resultiert damit eine Zuordnung in die Explosionsgruppe IIA. Die Zündtemperatur beträgt 425 °C. Der Stoff fällt somit in die Temperaturklasse T2. Die elektrische Leitfähigkeit ist mit 5,8·10−6 S·m−1 eher gering. In wässrigen Lösungen ändert sich der Flammpunkt mit <20 °C bis zu einem Wassergehalt von 80 Mol.-% nur wenig.

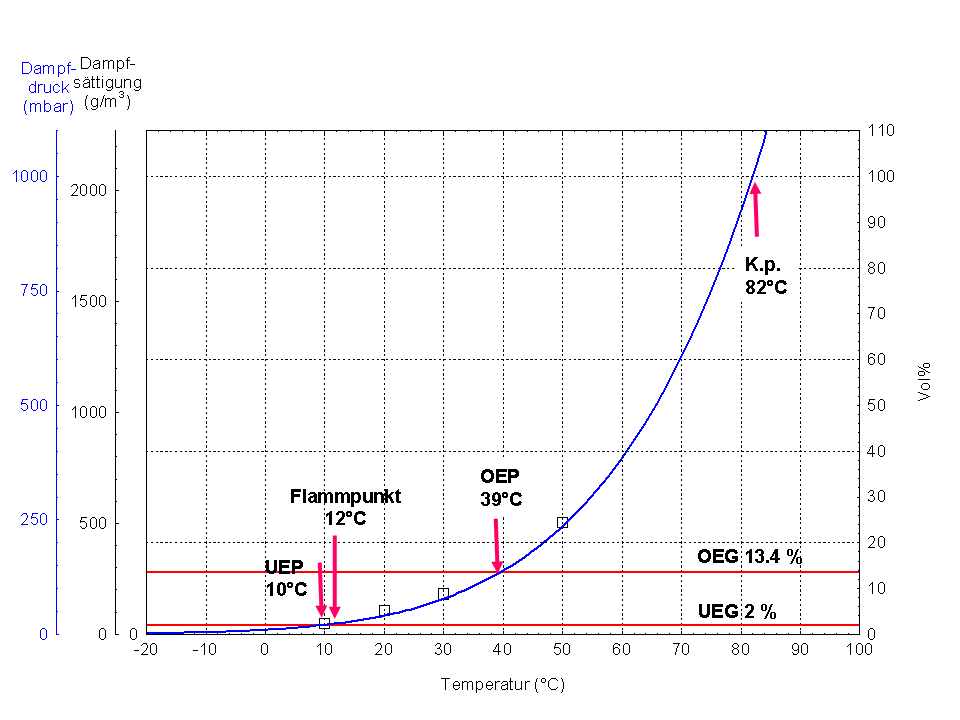
Dampfdruckfunktion und Explosionsbereich von 2-Propanol
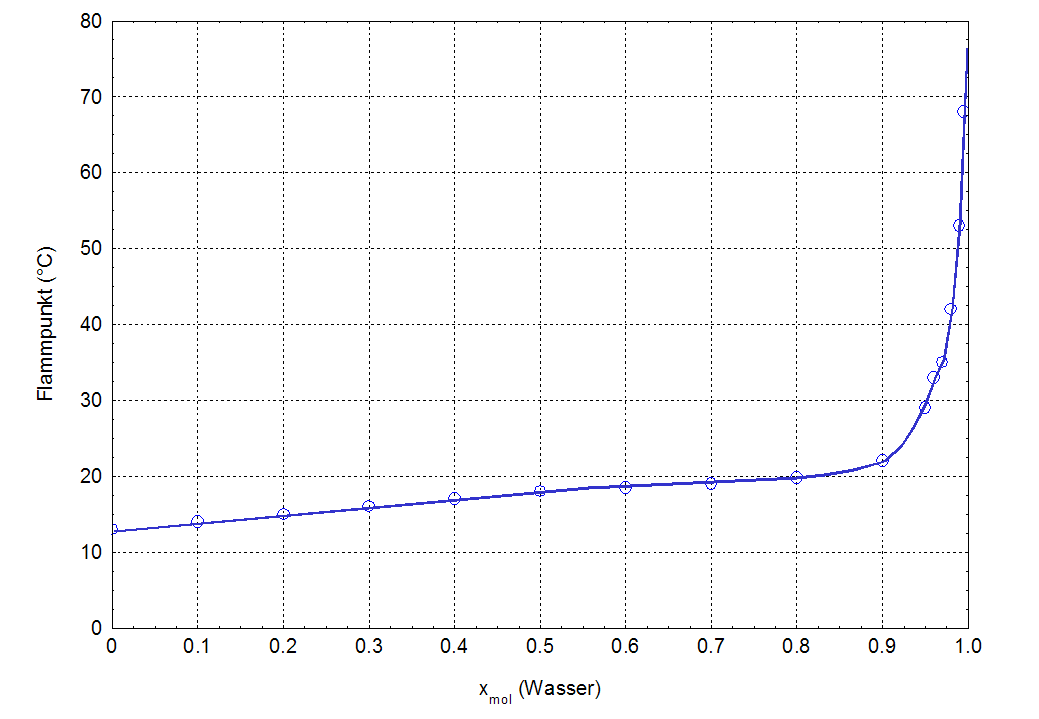
Flammpunktsfunktion von 2-Propanol/Wasser-Gemischen

### Chemische Eigenschaften (Sicherheit)
2-Propanol kann, wie andere sekundäre Alkohole auch, mit Luftsauerstoff explosionsfähige Peroxide bilden. Als ein Oxidationsprodukt wurde Triacetontriperoxid detektiert. So wurde beispielsweise in Behältern, in denen Isopropanol zehn Jahre aufbewahrt worden war, ein Peroxidgehalt von 1 % festgestellt; von Peroxid-Konzentrationen bis 4,2 % wurde  berichtet. Die Peroxidbildung wird durch eine Lagerung bei normalen Tageslicht befördert. Beim Abdestillieren von 2-Propanol bis zur Trocknung ist es deshalb zu teils schweren Unfällen gekommen. Es ist daher ratsam, Isopropanol vor dem Abdestillieren auf Peroxide zu prüfen.

## Toxikologie
Die Dämpfe wirken betäubend. Der Kontakt verursacht Reizungen der Augen und der Schleimhäute. Beim Umgang sollte für ausreichende Lüftung gesorgt werden. In Tierversuchen wurden keine Hinweise auf sensibilisierende oder mutagene Eigenschaften gefunden.
Die letale Dosis beträgt 5.050 mg·kg−1 bei der Ratte (LD50 oral) und 12.800 mg·kg−1 beim Kaninchen (LD50 dermal).

## Verwendung

### Desinfektions- und Konservierungsmittel
2-Propanol wird zur Herstellung von Desinfektionsmitteln verwendet,  es wirkt bakterizid, fungizid und begrenzt viruzid. Beispielsweise eignet sich 70%iges 2-Propanol für die Hautdesinfektion. Weiterhin eignet es sich zur Konservierung von Feuchtpräparaten.

### Lösungs- und Reinigungsmittel
2-Propanol wird vielfältig als Lösungsmittel eingesetzt, beispielsweise für Fette, Harze, Lacke, Klebstoffe sowie Tinte und zur Extraktion von Naturprodukten sowie zur Kristallisation und Reinigung organischer Substanzen. Es dient als Reinigungsmittel (Fettlöser) in Industrie und Haushalt (zum Beispiel in Brillenputztüchern). Unter anderem eignet es sich zur Reinigung optischer Flächen (Objektive und Okulare), insbesondere in der Mikroskopie: 15 % Isopropanol mit 85 % n-Hexan, sowie zur Reinigung von gelöteten Leiterplatten und zum Entfernen von Flussmittelrückständen (nur alkoholbasierende Flussmittel). Es wird verwendet als Lösungs- und Verdünnungsmittel in kosmetischen und pharmazeutischen Zubereitungen und zur Entfernung der Schwitzschicht (nach Aushärten unter UV-Licht) bei der Nagelmodellage. Die Reinigungswirkung wird auch zum Entfernen von Fett-, Schmier- und Silikonrückständen bei der Lackaufbereitung an Fahrzeugen genutzt. Es ist Bestandteil sogenannter Kraftstoffsystemreiniger, die dem Treibstoff von Kraftfahrzeugen beigegeben werden, um Rückstände und Wasser im System zu lösen.

### Chemische Industrie und Laboranwendungen
Es ist ein Edukt in der Herstellung von Isopropylamin und Sarin. In der organischen Synthese wird es als Reduktionsmittel in der Meerwein-Ponndorf-Verley-Reduktion von Aldehyden oder Ketonen eingesetzt. Weiterhin eignet es sich zum Ausfällen (Präzipitation) von Nucleinsäuren aus wässrigen Lösungen.

### Sonstige Verwendungen
2-Propanol wird Frostschutzmitteln im Kühlsystem oder in der Scheibenwaschanlage in Autos und LKW zugesetzt und ist Bestandteil von Türschloss- und Autoscheibenenteisern. Beim Hydraulic Fracturing dient es als Korrosionsschutzmittel in den eingesetzten Fracfluiden. Es dient als Zusatz in Offsetdruckmaschinen mit Alkoholfeuchtwerken, um die Oberflächenspannung des Feuchtmittels herabzusetzen (sogenannter „Wischwasserzusatz“) sowie als Entschäumungsmittel. Schließlich wird es zum Nassabspielen von Schallplatten und als Alkoholkomponente in Nebelkammern verwendet.

## Verordnungen und Zulassungen
Gemäß Richtlinie 98/8/EG vom 16. Februar 1998 sollen Biozidprodukte nur noch zugelassen sein, deren Wirkstoffe im Anhang (Anhang I, IA und IB) der genannten Richtlinie (für die definierte Produktart) aufgenommen wurden. Gemäß Übergangsregelung (Art. 16 Abs. 1 der Richtlinie 98/8/EG) war das Inverkehrbringen von Biozidprodukten jedoch weiterhin zugelassen, die nicht die im Anhang der Richtlinie 98/8/EG aufgeführten Wirkstoffe enthalten, sofern diese Wirkstoffe mit Stichdatum 14. Mai 2000 bereits im Verkehr waren (auch „alte Wirkstoffe“ genannt).
Gemäß EU-Verordnung 1896/2000 vom 7. September 2000 mussten Hersteller, die die Aufnahme eines „alten Wirkstoffs“ in die Anhänge I, IA und IB beantragen wollten, den betreffenden Wirkstoff bis zum 28. März 2002 zur Notifizierung für die entsprechende Produktart gemeldet haben. Diese Frist wurde mit EU-Verordnung 1687/2000 vom 25. September 2002 bis zum 31. Januar 2003 verlängert. Die „notifizierten Wirkstoffe“ durften folgend bis zum definitiven Entscheid über Aufnahme oder Nichtaufnahme in Anhang I, IA und IB EU-Richtlinie 98/8/EG weiterhin in Verkehr bleiben.
Der Wirkstoff 2-Propanol wurde folgend für die Produktarten 1 bis 6, 9 bis 12 sowie 18 in die Liste der notifizierten Wirkstoffe aufgenommen.
Mit Beschluss vom 14. August 2007 für die Produktart 18 (Insektizide), mit Beschluss vom 14. Oktober 2008 für die Produktarten 3 (Hygiene im Veterinärbereich), 5 (Trinkwasserdesinfektionsmittel) und 6 (Topf-Konservierungsmittel) sowie mit Beschluss vom 8. Februar 2010 für die Produktgruppen 9 bis 12 (diverse Schutzmittel) liegen Entscheide vor, den Wirkstoff 2-Propanol nicht in die entsprechende Liste (Anhang I/IA der Richtlinie 98/8/EG) für die erwähnten Produktarten aufzunehmen. Die Abgabe von Biozidprodukten, die den Wirkstoff 2-Propanol enthalten, ist somit in der EU (die Schweiz hat diese Bestimmung übernommen) für die entsprechenden Produktarten nicht mehr erlaubt. Für die Produktgruppen 1 (menschliche Hygiene), 2 (Desinfektionsmittel für den Privatbereich) und 4 (Desinfektionsmittel für den Lebens- und Futtermittelbereich) ist der Entscheid noch ausstehend.
Weil 2020 infolge der Verbreitung des Coronavirus SARS-CoV-2 in Deutschland verstärkt Desinfektionsmittel zur Händedesinfektion nachgefragt wurden und in den Apotheken und Drogeriemärkten entsprechende Präparate Anfang März 2020 praktisch nicht mehr erhältlich waren, gab am 4. März 2020 die Bundesstelle für Chemikalien als zuständige Behörde nach Abstimmung mit dem Bundesministerium für Umwelt, Naturschutz und nukleare Sicherheit die Allgemeinverfügung zur Zulassung 2-Propanol-haltiger Biozidprodukte zur hygienischen Händedesinfektion gemäß Artikel 55 Absatz 1 der Verordnung (EU) Nr. 528/2012 bekannt. Diese Allgemeinverfügung trat zum 31. August 2020 außer Kraft. Nach einer Zunahme der Neuerkrankungen wurde die Maßnahme am 16. September 2020 in einer neuen Verfügung bis zum 5. April 2021 verlängert.